# Седанка (остров)
Седанка (англ. Sedanka Island, алеут. Sidaanax̂) — остров в составе группы Лисьих островов, которые в свою очередь входят в состав Алеутских островов. В административном отношении относится к зоне переписи населения Западные Алеутские острова, штат Аляска, США.
Расположен вблизи восточного побережья крупного острова Уналашка. Остров составляет примерно 16,6 км в длину. Его площадь — 103,31 км². Максимальная высота — 410 м над уровнем моря. Постоянного населения нет.